# Офида
Офѝда (на италиански: Offida, на местен диалект Ufìd, Уфид) е градче и община в Централна Италия, провинция Асколи Пичено, регион Марке. Разположено е на 293 m надморска височина. Населението на общината е 5285 души (към 2011 г.).